# Japansk star
Japansk star (Carex morrowii) er et stedsegrønt halvgræs med en tueformet vækst og hvide blomster. Arten er endemisk i Japan, hvor den findes på skyggefulde og fugtige steder. Planten er fuldt hårdfør i Danmark og bruges ofte som bunddække i haver og parker.

## Beskrivelse
Planten har en halvrund, tueformet vækst med grundstillede blade. Stænglerne er stive og oprette med trekantet tværsnit. Bladene er ligeledes stive, men buet overhængende med mørkegrønne, læderagtige over- og undersider. De er hårløse med hel rand og langt udløbende spids. Blomstringen foregår i april-maj, hvor man finder de enkelte blomster i 4-6, endestillede småaks med de hanlige øverst. Blomsterne er hvide, uregelmæssige og tretallige. Frugterne er grønne kapsler med nogle få, runde frø.
Rodsystemet består af grove trævlerødder og nogle korte jordstængler.
Planten bliver ca. 20-40 cm i højde og diameter

## Hjemsted
Arten er hjemmehørende i vådbundsområder, langs flodbredder og i moser både over skovgrænsen og i bunden under de blandede nåle- og løvskove på de japanske hovedøer, Honshu og Kyushu. Arten er indført som prydplante i Danmark, Tyskland, Belgien og Østrig, og den er fundet som forvildet i New Zealand

## Galleri
- Rodnet
- Blade
- Frøstande
- Habitat

## Dyrkede sorter
- 'Ice Dance' med hvide blandrande og korte udløbere.
- 'Variegata' har ligeledes hvide bladrande, men danner ikke udløbere.
- 'Aureovariagata' her gulkantede bladrande.

## Note
1. ↑  New Zealand Plant Conservation Network: Carex morrowii